# I liga urugwajska w piłce nożnej (1982)
- Mistrz Urugwaju 1982: CA Peñarol
- Wicemistrz Urugwaju 1982: Club Nacional de Football
- Copa Libertadores 1983: CA Peñarol (jako obrońca tytułu), Club Nacional de Football, Montevideo Wanderers
- Spadek do drugiej ligi: Liverpool Montevideo
- Awans z drugiej ligi: nikt nie awansował

Mistrzostwa Urugwaju w roku 1982 były mistrzostwami rozgrywanymi według systemu, w którym wszystkie kluby rozgrywały ze sobą mecze każdy z każdym u siebie i na wyjeździe, a o tytule mistrza i dalszej kolejności decydowała końcowa tabela. Miejsce w końcowej tabeli mistrzostw nie decydowało o prawie gry w międzynarodowych pucharach – o tym zadecydował oddzielny turniej zwany Liguilla Pre-Libertadores, rozegrany na koniec sezonu. Najlepszy klub w tym turnieju uzyskał prawo gry w Copa Libertadores 1983, a drugi miał stoczyć pojedynek barażowy z mistrzem Urugwaju. Z ligi spadł jeden klub, a ponieważ nikt nie awansował, liga zmniejszona została z 14 do 13 klubów.

## Primera División

### Końcowa tabela sezonu 1982
| Poz | Klub                      | Mecze | Zw | Rem | Por | Pkt | BrZd | BrStr |
| --- | ------------------------- | ----- | -- | --- | --- | --- | ---- | ----- |
| 1   | CA Peñarol                | 26    | 15 | 9   | 2   | 39  | 47   | 22    |
| 2   | Club Nacional de Football | 26    | 14 | 6   | 6   | 34  | 44   | 24    |
| 3   | Defensor Sporting         | 26    | 13 | 8   | 5   | 34  | 49   | 35    |
| 4   | CA Bella Vista            | 26    | 9  | 11  | 6   | 29  | 35   | 26    |
| 5   | Montevideo Wanderers      | 26    | 8  | 12  | 6   | 28  | 31   | 30    |
| 6   | Sud América Montevideo    | 26    | 9  | 9   | 8   | 27  | 29   | 29    |
| 7   | Danubio FC                | 26    | 7  | 12  | 7   | 26  | 31   | 29    |
| 8   | Progreso Montevideo       | 26    | 9  | 6   | 11  | 24  | 27   | 29    |
| 9   | Rampla Juniors            | 26    | 8  | 8   | 10  | 24  | 35   | 43    |
| 10  | CA Cerro                  | 26    | 6  | 10  | 10  | 22  | 25   | 31    |
| 11  | Liverpool Montevideo      | 26    | 7  | 8   | 11  | 22  | 16   | 24    |
| 12  | Miramar Miramar Misiones  | 26    | 6  | 8   | 12  | 20  | 29   | 40    |
| 13  | River Plate Montevideo    | 26    | 6  | 7   | 13  | 19  | 35   | 52    |
| 14  | Huracán Buceo Montevideo  | 26    | 5  | 6   | 15  | 16  | 21   | 40    |

### Klasyfikacja strzelców bramek
| Gole | Piłkarz         | Klub       |
| ---- | --------------- | ---------- |
| 17   | Fernando Morena | CA Peñarol |